# Енн Ветемаа

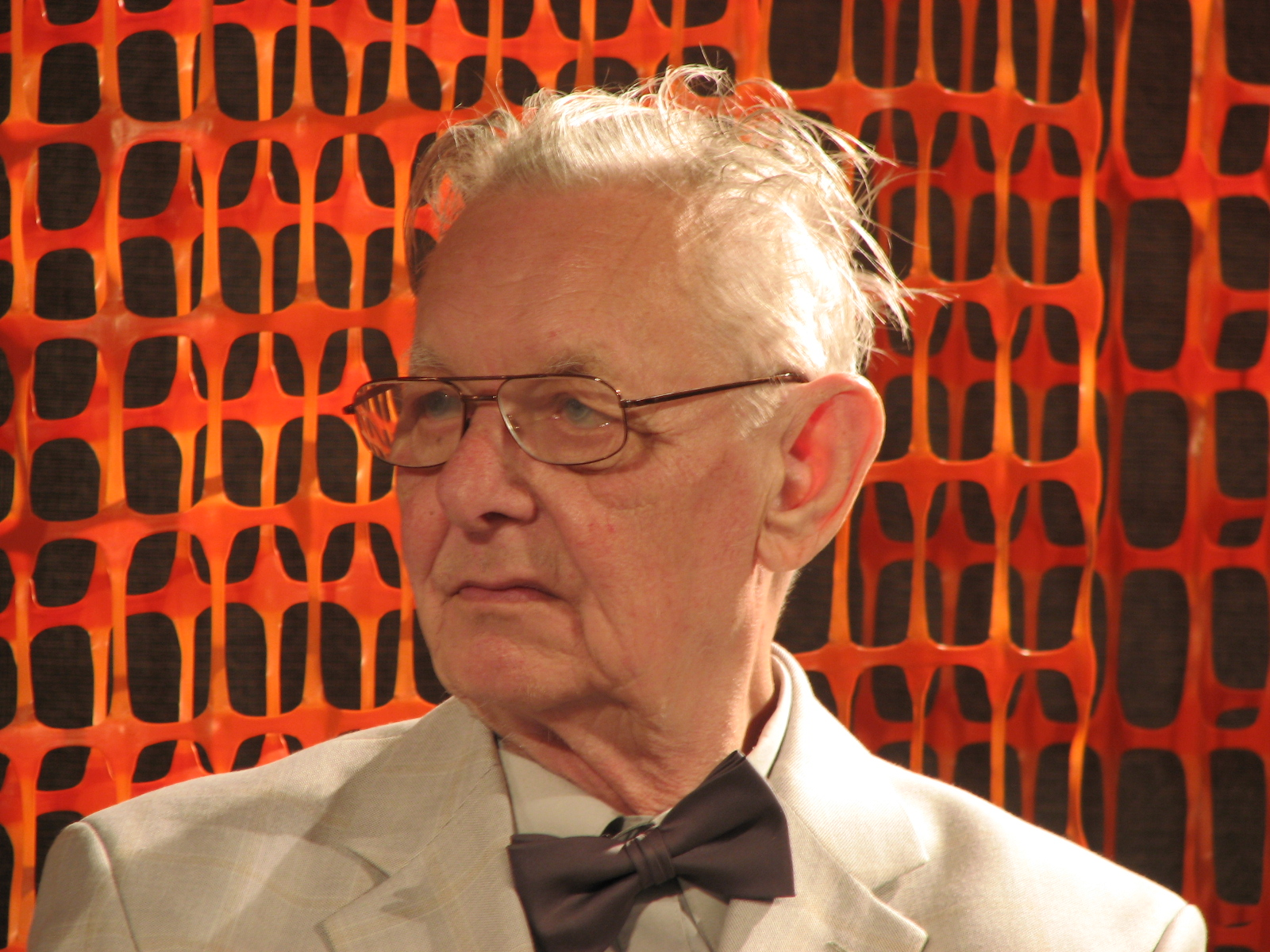
Енн Ветемаа в 2011 році

Енн Ветемаа (20 червня 1936 – 28 березня 2017)  — радянський і естонський письменник, поет, сценарист, драматург, перекладач.
Письменник, якого іноді називають «забутим класиком», а також «неофіційним майстром естонського модерністського короткого роману».

## Життєпис
Ветемаа народився в Таллінні в родині архітектора. У 1959 році закінчив Талліннський політехнічний інститут за спеціальністю інженер-хімік. На його вибір теми вплинув його дід, піонер-фотограф і радіоінженер, який почав фотографувати в ХІХ столітті та експериментував із радіопередачею через два роки після Олександра Попова.
Не відпрацювавши необхідних трьох років, Ветемаа залишив кар'єру інженера та вступив до Талліннської консерваторії, яку закінчив у 1965 році. Незважаючи на те, що він дуже успішно вивчав музику, Ветемаа вирішив, що він не такий сильний, як його однокласники: нині відомі Арво Пярт і Яан Рятс. Ветемаа покинув музику і повернувся до написання віршів. 
Перші публікації віршів Ветемаа відбулися в 1958 році. Опублікував книги віршів «Критичний вік» (рос. Переломный Возраст) у 1962 році та Гра в сніжки (рос. Игра в Снежки) у 1966 році. Він став помітною постаттю серед молодих поетів Естонії, але його іронічний і раціональний інтелект змушує переключитися на прозу.
У 1964 році він закінчив, а в 1966 році опублікував свій, мабуть, найвідоміший роман «Пам’ятник». У романі вже є щось незвичайне в контексті естонської літератури: оповідач є негативним персонажем. Таким чином Ветемаа змушує своїх читачів увійти в уяву героя, до якого вони не відчувають співчуття. Оповідач, молодий успішний скульптор. кандидат архітектури Свен Вооре, повертається з Москви до Таллінна, щоб працювати над меморіалом загиблим радянським воїнам. Він мав би прикрасити постамент для роботи молодого талановитого скульптора Айна Саарема, але проблема в тому, що пам’ятник, який зрештою спроектував Айн, не потребує постаментів: на ньому зображені лише руки, які мертві солдати піднімають із могил крізь землю. Інтриги оповідача зрештою призводять до того, що пам’ятник врешті закінчив сталініст Магнус Ті, оповідач отримує посаду скульптора, просування в естонських художніх спілках і дружину Айн Сарема. Отриманий пам'ятник виконано в традиціях соцреалізму, але має примарні довгі руки (у спадок від проекту Айна). 
Спочатку роман було заборонено друкувати, але Ветемаа випадково зустрівся з цензором. Після кількох днів пиятики з Ветемаа цензор знайшов у собі мужність дозволити роман до друку. Роман був надрукований у розпал хрущовської відлиги і був добре сприйнятий. Ветемаа отримав премію Спілки письменників СРСР за найкращий роман. У 1978 році роман був екранізований як п'єса в постановці Валерія Фокіна в Московському театрі «Современник». Вважається найкращою театральною роботою Костянтина Райкіна.
Після «Пам’ятника Ветемаа» вийшли інші «маленькі романи»: «Втома» (1967), «Маленький реквієм для гармоніки» (написано в 1967, надруковано в 1968), «Яйця по-китайськи» (написано — 1967–1969, надруковано — 1972). Всього Ветемаа написав десять «коротких романів».
Ветемаа продовжує працювати як драматург. Його п'єса Вечеря для п'ятьох, вперше поставлена в 1972 році, і комедія Свята Сусанна, або Школа майстрів, вперше поставлена в 1974 році, демонструють гострий погляд і дотепні репліки Ветемаа; тексти, без яких історія естонського театру була б неповною.
У 1983 році Ветемаа підготував свою найвідомішу збірку текстів Довідник естонських русалок, в якій поєднується легковажність із популярною наукою. Він також написав багато варіацій на теми естонської епічної поезії. 
Говорячи про суперечки, викликані перенесенням Бронзового солдата Таллінна, Ветемаа підтримав ідею встановлення пам'ятника Борису Єльцину на звільненому місці. Але він волів би використати це місце для пам’ятника Леннарту Мері, першому президенту Естонії після розпаду Радянського Союзу.
Українською оповідання Енна Ветемаа «Парад пошарпаного павича» було опубліковано в перекладі О. С. Завгороднього в антології «Естонське радянське оповідання» (К.: «Дніпро», 1982, с. 18-26).

## Фільмографія
- «Чоловіки не плачуть» / ест. Mehed ei nuta (1968, співавт. сценарію — за оповіданням В. Саніна; реж. С. Ниммік)
- «Вкрали Старого Тоомаса» ест. Varastati Vana Toomas / (1970, співавт. сценарію; реж. С. Школьников)
- «Маленький реквієм для губної гармоніки» / ест. Väike reekviem suupillile (1972, автор сценарію, за однойменною повістю Ейнара Маазіка; реж. Вельйо Кяспер)
- «Молодий пенсіонер» / ест. Noor pensionär (1972, співавт. сценарію; реж. С. Ниммік)
- «Час жити, час кохати» / ест. Aeg elada, aeg armastada (1976, співавт. сценарію; реж. Вельйо Кяспер)
- «Ось і ми!» ест. Siin me oleme! / (1978, співавт. сценарію; реж. С. Ниммік)
- «Свята Сусанна, або школа майстрів» / ест. Puha Susanna ehk meistrite kool (1983, автор сценарію — за мотивами власної однойменної п'єси; реж. Аго-Ендрік Керге)

## Зовнішні посилання
- Енн Ветемаа на сайті IMDb (англ.)
- Biography and Russian Translations of Vetemaa's works (рос.)